# Хина Сугита
Хина Сугита (јап. 杉田 妃和; 31. јануар 1997) јапанска је фудбалерка.

## Репрезентација
За репрезентацију Јапана дебитовала је 2018. године.

## Статистика
| Јапан  | Јапан | Јапан |
| Год.   | Ута.  | Гол.  |
| ------ | ----- | ----- |
| 2018   | 1     | 0     |
| Укупно | 1     | 0     |